# Dulce María
Dulce María Espinoza Saviñón (6. prosinca 1985.), meksička je glumica, pjevačica, skladateljica i spisateljica.

## Rani život
Dulce María rođena je 6. prosinca 1985. godine u Ciudad de Méxicu. Ima dvije sestre, Claudiu i Blancu. U svojoj ranoj dobi, snimala je brojne reklame i glumila u raznim emisijama kao što je Ulica Sezam. Malo kasnije, učlanila se u "El club de Gaby i Kids", a istovremeno je snimila neke emisije za kabelsku postaju Discovery Kids. Usporedo je nastupala u glazbenoj grupi Jeans, s kojom je snimila čak jedan album. Od 1995. godine do danas osim u sapunici "Rebelde" pojavila se u desetak popularnih meksičkih serija.

## Glazbena karijera
Kao pjevačica prvi put se oprobala 1996. godine u sastavu Kids. Godine 1999. napušta Kidse i pokušava se vratiti glazbi sa svojim tadašnjim dečkom Danielom Habifom, također bivšim članom sastava. Ostvarili su projekt D&D, za koji je snimljeno 5 skladbi, ali iz nepoznatih razloga one nikada nisu bile objavljene. Postaje član sastava Jeans, s kojim
objavljuje CD pod nazivom Cuarto para las cuatro. 
Kada je 2002. godine postala dio ekipe u seriji [Clase 406], napustila je sastav Jeans. Tijekom serije Rebelde, mladi glumci osnivaju sastav RBD, koji postiže veliku svjetsku popularnost. Zajedno s Anahí, Maite Perroni, Alfonsom Herrerom, Christopherom Uckermannom i Christianom Chávezom, objavljuje devet studijskih albuma, uključujući albume na španjolskom, engleskom i portugalskom. Prodali su više od 20 milijuna primjeraka i imali su turneje u Meksiku, Sjevernoj i Južnoj Americi, Srbiji, Sloveniji, Rumunjskoj, Španjolskoj i mnogim drugim zemljama Europe. 15. kolovoza 2008. godine, objavljuju svojim obožavateljima da će se 2009. godine raspasti. Otišli su na zadnju turneju, Gira Del Adios World Tour, koja je završila početkom 2009. godine. Iste godine Dulce kreće u svoju solo karijeru. Njezin solo album je izašao prošle godine. 25. studenog 2008. godine, Dulce je surađivala s poznatim pjevačem Tizianom Ferrom i nekadašnjom kolegicom Anahi na skladbi El Regalo MasGrande. 2009. godine otpjevala je temu za seriju u kojoj tumači glavnu ulogu, Verano De Amor. Surađivala je i s poznatim svjetskim reperom Akonom na remixu njegove pjesme "Beautiful". U svibnju 2010. izdala je svoj prvi singl Inevitable, a studenom iste godine i svoj prvi solo album pod nazivom Extranjera primera parte. U travnju 2011 krenula je na turneju nazvanu Extranjera On Tour u rodnom Mexicu. Turneja nije bila za pamćenje jer su koncerti bili održani u malim dvoranama i klubovima. U lipnju 2011 izdaje Extranjera segunda parte, i nastavlja s turnejom po Brazilu, Argentini i rodnome Meksiku. Nakon izdavanja tri verzije svog diska, te dva previewa, dolazi do 40 000 CD-ova prodanih u Brazilu, te njen album postaje platinast. 2014. godine Dulce izdaje svoj drugi studijski album naziva Sin Fronteras.

## Glumačka karijera
Nakon velikog uspjeha kojeg je ostvarila u djetinjstvu, Dulce nastavlja glumiti u tinejdžerskim serijama. 2002. godine joj se povećava popularnost ulogom u seriji Clase 406 u kojoj je surađivala s još nekim glumcima iz serije Rebelde.
2004. godine je dobila glavnu ulogu u seriji Rebelde i postaje svjetska tinejdžer ikona. Sljedeći primjer Rebelde, Televisa odlučuje napraviti seriju RBD:La Familia, sa zvijezdama RBD-a. Nakon završetka snimanja serije, Dulce se okreće novom projektu te počinje snimati seriju Verano de amor. Nakon završetka i te poznate serije, Dulce se okreće svom solo albumu, ali je snimila i film u kojem ima glavnu ulogu Je li netko vidio Lupitu? (eng. Has Anyone Seen Lupita, špa. ¿Hay alguien visto a Lupita?), te gostovala u seriji Mujeres asesinas 3.

## Osobni život
Godine 2007. Dulce je objavila svoju prvu knjigu pod nazivom Dulce Amargo, u kojoj je opisan njezin život u sastavu RBD. Dulce i njezin bivši kolega Alfonso Herrera imali su duboku i važnu vezu, koja je trajala pune 3 godine (2002. – 2005.). 2004. godine proglašeni su za najbolji par Amerike. Dulce kaže da je razlog prekida posao i da zbog karijere nisu pričali više od godinu dana. 2006. godine novi partner joj je bio meksički nogometaš Guillermo Ochoa. Par je prekinuo nakon godinu dana. 2009. godine Dulce je se zbližila s kolegom iz serije Verano de amor, Pablom Lyleom. Ta veza više ne traje.
Dulce je osnovala zakladu Dulce Amanecer koja prikuplja sredstva za one kojima je pomoć potrebna.Tako je Dulce sudjelovala u prikupljanju sredstava za Haiti i Čile pri strašnim potresima koji su se tamo dogodili, sudjeluje također u akciji Twitchange koju je započela slavna Eva Longoria.
Godine 2019. udala se za producenta Paca Álvareza, a godinu dana kasnije s njim je dobila kćer Maríju Paulu.

## Diskografija
- Extranjera (2010.)
- Sin Fronteras (2014.)

s RBD
- 2004: Rebelde (album)
- 2005: Nuestro Amor
- 2006: Celestial
- 2006-2007: Rebels
- 2007: Empezar Desde Cero
- 2008: Best of RBD
- 2009: Para Olvidarte De Mi

## Turneje
- 2011. - Extranjera on tour

S RBD-om :
- 2005. - Tour Generación 2005
- 2006. - Tour Generación World 2006
- 2007. - Tour Celestial 2007
- 2008. - Empezar Desde Cero World Tour 2008
- 2008. – 2009. - Gira Del Adiós